# 1826 en photographie
| Années de la photographie : 1823 - 1824 - 1825 - 1826 - 1827 - 1828 - 1829    |
| Décennies de la photographie : 1790 - 1800 - 1810 - 1820 - 1830 - 1840 - 1850 |

Cet article présente les faits marquants de l'année 1826 en photographie.

## Événements
- Nicéphore Niépce obtient sa meilleure reproduction sur plaque d'étain d'une gravure représentant le cardinal d'Amboise ; il en fait tirer deux épreuves par François Lemaître en février 1827[1],[2].

## Naissances
- 26 janvier : Samuel McLaughlin, éditeur et photographe américain, mort le 26 août 1914.
- 8 mars : William Notman, homme d'affaires et photographe canadien, mort le 25 novembre 1891.
- 25 mars : 
  - Eusebio Juliá, photographe espagnol, mort le 5 janvier 1895.
  - Wilhelmina Lagerholm, photographe suédoise, morte le 19 juin 1917.
- 1er mai : Auguste-Rosalie Bisson, photographe français, mort le 22 avril 1900.
- 14 septembre : François Chéri-Rousseau, photographe français, mort le 1er décembre 1908.
- 19 septembre : 
  - Thomas Foster Chuck, photographe britannique, mort le 7 décembre 1898.
  - William James Harding (en), photographe néo-zélandais, mort le 13 mai 1899.
- 13 novembre : Eugène Villette, photographe français, mort le 22 octobre 1895.
- 30 novembre : Alphonse Liébert, officier de marine et photographe français, mort le 18 juin 1913.